# آستروپ، ماریاگرفورد
آستروپ (به دانمارکی: Astrup) یک منطقهٔ مسکونی در دانمارک است که در شهرداری ماریگرفورد واقع شده‌است. آستروپ ۵۴۲ نفر جمعیت دارد.